# Закурдаев, Василий Иванович
Василий Иванович Закурдаев (6 января 1903 года, г. Санкт-Петербург, Российская империя, — 24 августа 1974 года, г. Москва, РСФСР, СССР) — советский государственный деятель, член Центральной Ревизионной Комиссии КПСС (1952—56 гг.), первый секретарь Мордовского обкома ВКП(б)/КПСС (1951—58 гг.).

## Биография
В 1920—1922 гг. — в Красной Армии, участник гражданской войны, в 1926 году окончил Плехановский институт, в 1926—1928 гг. — инструктор отдела Всероссийского лесного союза. С 1927 — в ВКП(б), с 1934 — начальник политотдела МТС в Московской области.
С марта по ноябрь 1940 — начальник организационно-инструкторского отдела областного комитета Коммунистической Партии (большевиков) Беларуси в Пинске, в 1940—1941 гг. — заместитель начальника организационно-инструкторского отдела ЦК КП(б)Б, в 1942—1943 гг. — заместитель начальника Белорусского штаба партизанского движения Петра Калинина, позже начальник организационно-инструкторского отдела ЦК КП(б)Б. С июля 1946 по январь 1949 — 1-й секретарь областного комитета КП(б)Б в Барановичах, с 19 февраля 1949 по 3 июня 1950 — секретарь и член политбюро ЦК КП(б), в 1950—1951 — слушатель курсов при ЦК ВКП(б). В 1951 году — 2-й секретарь, а с сентября 1951 по январь 1958 года — 1-й секретарь Мордовского Областного Комитета ВКП(б)/КПСС. С 14 октября 1952 года по 14 февраля 1956 — член Центральной Ревизионной Комиссии КПСС. С 25 февраля 1956 по 17 октября 1961 — заместитель члена ЦК КПСС, в 1958—1959 гг. — заместитель председателя, а с 17 сентября 1959 года по 31 мая 1961 года — председатель Комитета Контроля Совета Министров Российской РСФСР, затем в отставке.
Депутат Совета Союза Верховного Совета СССР 2-го, 3-го и 4-го созывов.
Награждён Орденом Ленина.
Скончался 24 августа 1974 года в Москве . похоронен на Введенском кладбище (участок 29).